# Bachelor Party Vegas
Bachelor Party Vegas es una comedia estadounidense estrenada en 2006, protagonizada por Kal Penn, Jonathan Bennett, Charlie Spiller, Diora Baird y Donald Faison. En Australia y Reino Unido se estrenó con el título Vegas Baby. En España se le conoció con el título Un bebé en Las Vegas. 

## Sinopsis
Z-Bob (Penn), Ash (Faison), Eli (Himelstein) y Johnny (Spiller) son un grupo de amigos que llevan a su amigo Nathan (Bennett), que se casará pronto, en un viaje memorable a Las Vegas. Para prepararle una apropiada despedida de soltero a su mejor amigo, intentarán lograr una extravagante fiesta con estilo en la "Ciudad del Pecado".
Las limosinas, el paint ball, las strippers, los juguetes sexuales, el alcohol, la depravación y los juegos de azar formaban parte del plan hasta que ellos descubren que Mr. Kidd (Vincent Pastore), el planeador de su despedida de soltero, es un ladrón de bancos que planea dar un golpe en el casino, lo cual desencadena una serie de eventos que convierte su noche en una verdadero infierno. 
Escapando de la policía, de la seguridad del casino, y de unos sanguinarios Hell's Angels, los cinco amigos, acusados falsamente de robar el casino, son acosados por el fortachón exnovio (Chuck Liddell) de una famosa estrella porno, abusados por una mujer imitadora de Elvis (Kathy Griffin), y posteriormente arrestados. Logrando sobrevivir a muchas otras desventuras, finalmente, parecen correr el peligro de ser asesinados.

## Reparto
- Kal Penn como Z-Bob.
- Jonathan Bennett como Nathan.
- Donald Faison as Ash.
- Charlie Spiller como Johnny C. MacElroy
- Aaron Himelstein como Eli.
- Vincent Pastore como Carmine/Mr. Kidd
- Chuck Liddell como Él mismo.
- Marisa Petroro como la Showgirl.
- Lin Shaye como Cassandra.
- Graham Beckel como Oficial Stone.
- Diane Klimaszewski como Chrissy.
- Elaine Klimaszewski como Missy.
- Brent Briscoe como Big Gut Mel.
- Jaime Pressly como Ella misma.
- Daniel Stern como Harry Hard.
- Diora Baird como Penelope.
- Lindsay Hollister como Bachelorette.
- Lester "Rasta" Speight como Gold Tooth.
- Steve Hytner como Guardia del Aerpuerto.
- Andrew Bryniarski como la Bestia de Seguridad.
- David Z. Chesnoff como UFC Biker #1.
- Mayor Oscar Goodman como Él mismo.
- Tamara Whelan como Candy Juggs.
- Sophia Rossi como Estrella Porno.
- Kathy Griffin como She-Elvis (cameo sin acreditar).